# Cosimo Bartoli

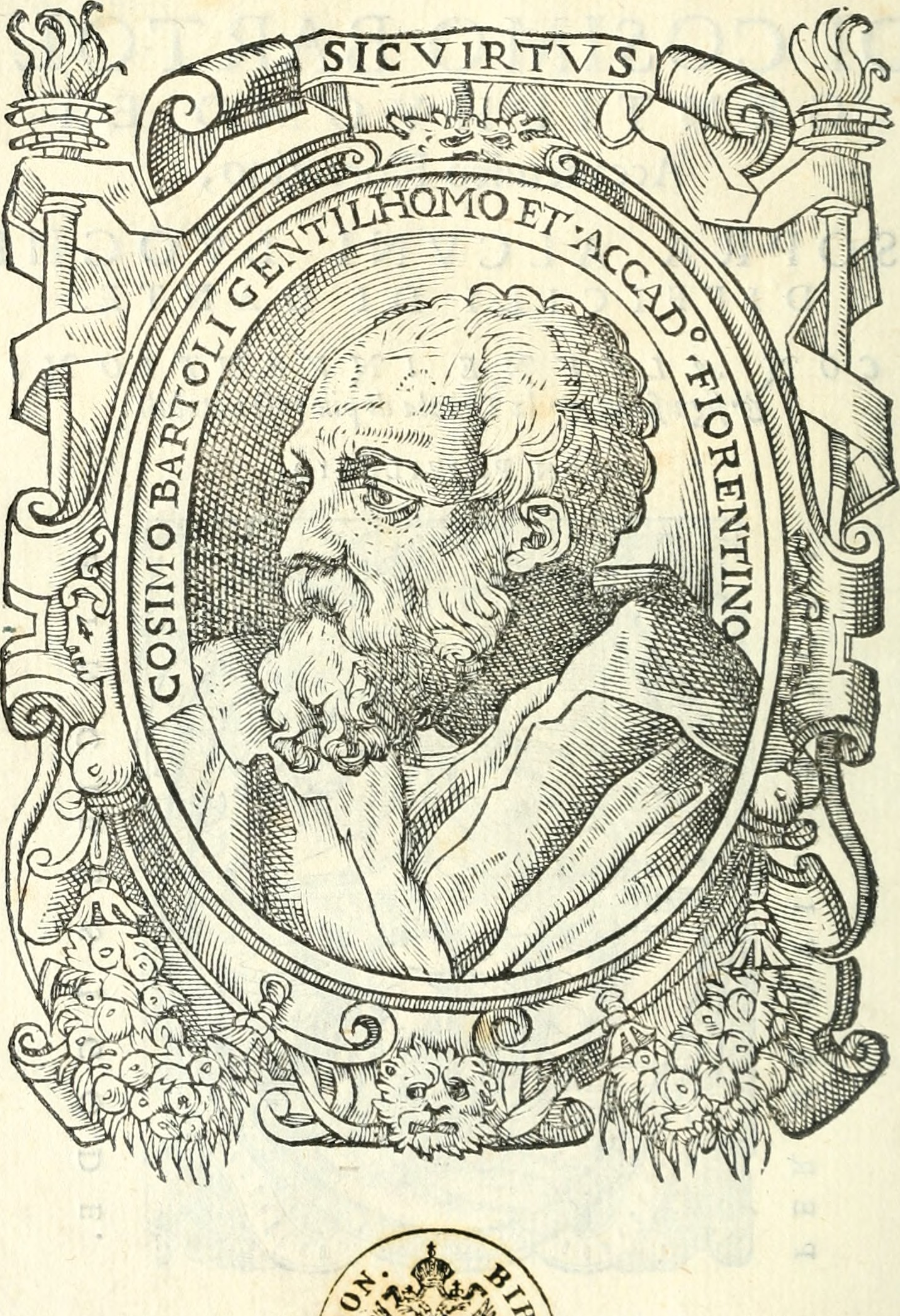
Cosimo Bartoli, Porträtholzschnitt aus den Ragionamenti accademici (1567).

Cosimo Bartoli (* 20. Dezember 1503 in Florenz; † 25. Oktober 1572 ebenda) war ein italienischer Humanist, Übersetzer, Kunsttheoretiker und Diplomat. Er betätigte sich außerdem mehrfach als konzeptueller Entwerfer malerischer, architektonischer und skulpturaler Objekte. Seine literarischen Werke bilden nicht zuletzt aufgrund von Bartolis engen persönlichen Verbindungen zu Künstlern wie Michelangelo und Giorgio Vasari eine wertvolle Quelle für die Geschichte der Bildenden Künste im Florenz des Cinquecento.
Bartoli war im Dienst von Cosimo I. de’ Medici hauptsächlich mit einfachen Verwaltungstätigkeiten und Sekretärsaufgaben beschäftigt. In den 1560er Jahren wurde er als Botschafter des Großherzogs nach Venedig entsandt, wo er mehrere (bereits seit längerer Zeit abgeschlossene) Manuskripte eigener Werke und Übersetzungen fremder Schriften in den Druck brachte. Zur ersten Gruppe gehören so heterogene Werke wie die wohl schon zwischen 1550 und 1552 verfassten literarischen Analysen Dante Alighieris in den Ragionamenti Accademici oder die mathematischen und optischen Untersuchungen in Del modo di misurare le distantie. Bartoli gehört somit – wie beispielsweise auch Lodovico Dolce – zur Gruppe der sogenannten italienischen Polyhistorii, die sich zwar durch eine große Wissens- und Interessensbandbreite und eine häufig sehr umfangreiche literarische Produktivität auszeichnen, zu Lebzeiten jedoch wenig (finanzielle) Anerkennung für ihre Leistungen fanden.
In seiner Eigenschaft als Übersetzer kunsttheoretischer Schriften des Leon Battista Alberti (L’architettura und Della pittura) und Albrecht Dürers sorgte Bartoli für die Verbreitung von den auf Latein verfassten Traktaten in den Kreisen der Künstler sowie für den Transfer des Künstlerwissens auf beiden Seiten der Alpen. Außerdem wird seine mögliche Beteiligung an der Abfassung der Künstlerbiographien des Giorgio Vasari in der Forschung intensiv diskutiert. Praktisch beteiligt an künstlerischen Projekten in Florenz wurde Bartoli ebenfalls durch seinen engen Freund Vasari, für den er zahlreiche Allegorien und Bildthemen entwarf, die der Maler (beispielsweise zwischen 1555 und 1572 im Palazzo Vecchio in Florenz) mit seiner Werkstatt umsetzte. Außerdem konzipierte Bartoli bereits in den frühen 1550er Jahren eigenständig die architektonische Gestaltung des Palazzo Ricasoli und den Skulpturenschmuck des angrenzenden Gartens durch den Bildhauer Francesco Camilliani.

## Veröffentlichungen (Auswahl)

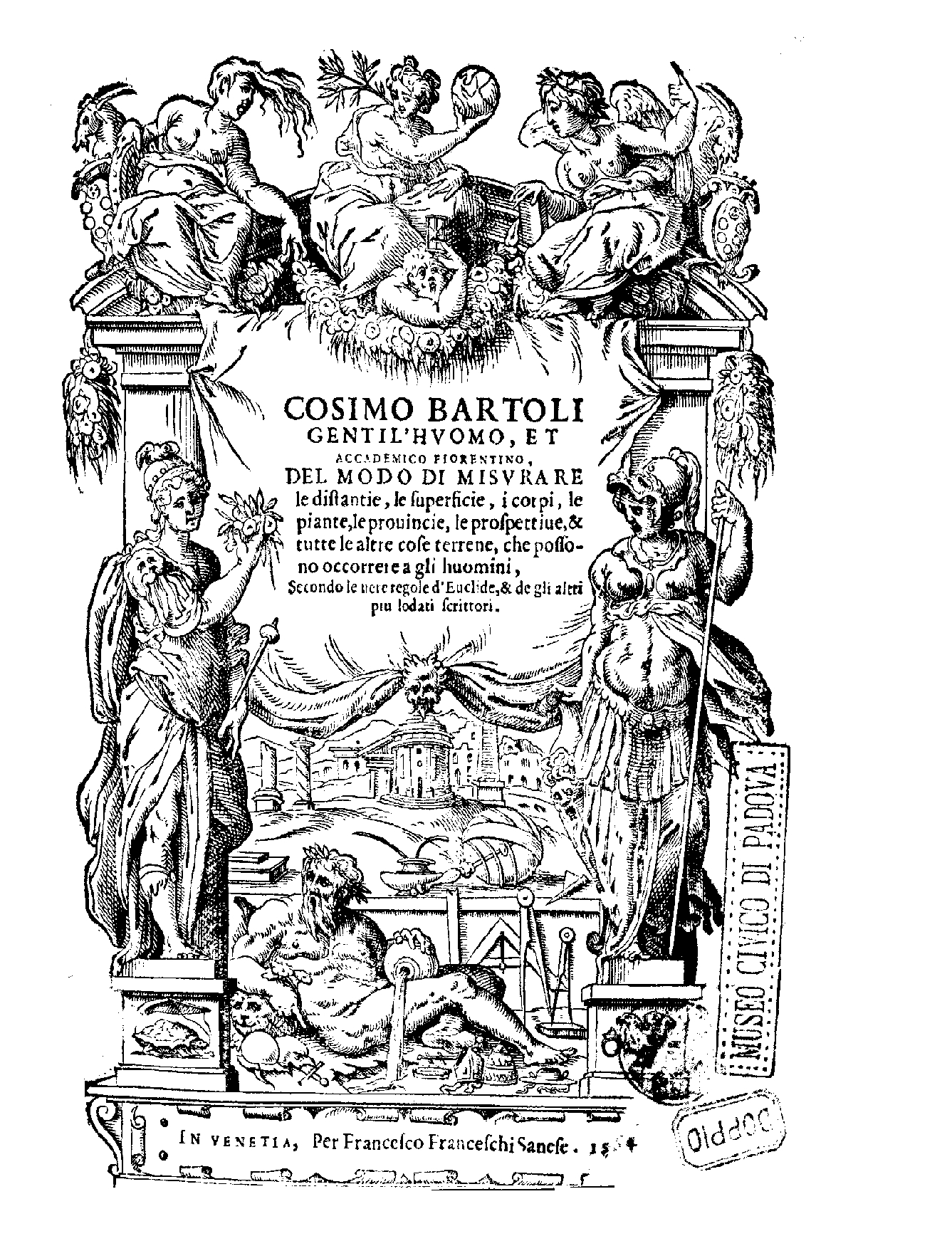
Del Modo Di Misvrare, 1564

- L’architettura di Leonbattista Alberti. Tradotta in lingua fiorentina da Cosimo Bartoli. Torrentino, Florenz 1550.
- Del Modo Di Misvrare le distantie, le superficie, i corpi, le piante, le prouincie, le prospettiue, & tutte le altre cose terrene, che possono occorrere a gli huomini.
  - Manuskript, 1559, Biblioteca Medicea Laurenziana, Plut.30.27 (online)
  - 1. Aufl., Franceschi, Venedig 1564 (BSB München).
  - Franceschi, Venedig 1589 (BSB München).
  - Combi, Venedig 1614 (BSB München).
- Ragionamenti Accademici di Cosimo Bartoli Gentil’huomo et Accademico Fiorentino, sopra alcuni luoghi difficili di Dante. Con alcune Inventioni & significati, & la Tavola di piu cose notabili. Franceschi, Venedig, 1567 (BSB München).
- Opuscoli Morali di Leon Batista Alberti, gentil’huomo fiorentino. Franceschi, Venedig 1568.
- Discorsi historici universali. Franceschi, Venedig 1569 (BSB München).

## Nachweise
1. ↑  Zur Datierung vgl. Charles Davis: Cosimo Bartoli and the Portal of Sant’Apollonia by Michelangelo. In: Mitteilungen des Kunsthistorischen Institutes in Florenz, Band 19, 1975, S. 261–276.
2. ↑  Giovanni Maria Fara: Albrecht Dürer lettore e interprete di Vitruvio e Leon Battista Alberti in un’inedita versione di Cosimo Bartoli. In: Rinascimento, Band 53, 2002, S. 171–347
3. ↑  Thomas Frangenberg: Bartoli, Giambullari and the prefaces to Vasari’s Lives (1550). In: Journal of the Warburg and Courtauld Institutes, Band 65, 2002, S. 244–258.
4. ↑  Alessandro Cecchi u. Ugo Muccini: Palazzo Vecchio. Guida storica. Florenz 1980.